# LADEE

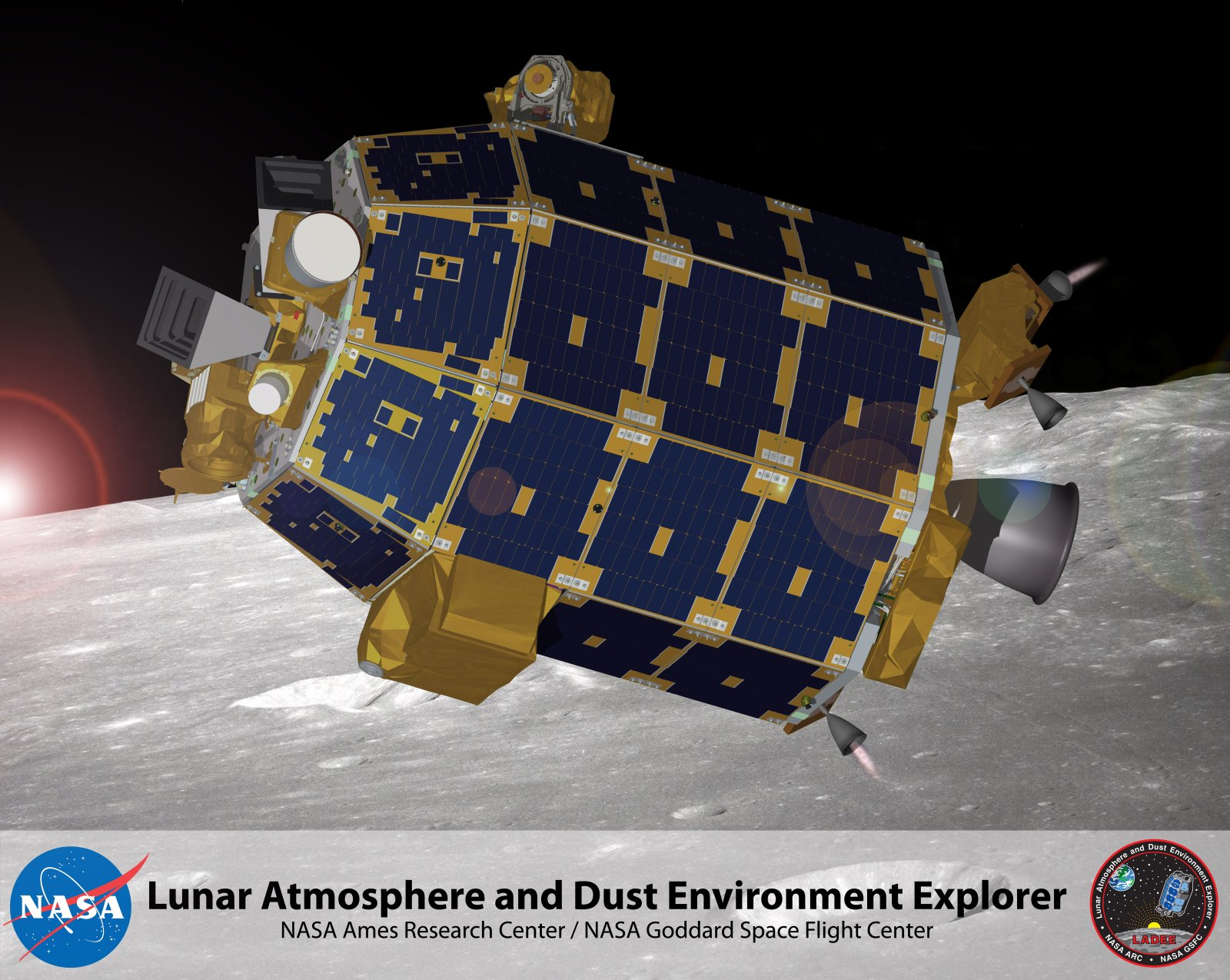
Художнє зображення LADEE на місячній орбіті

LADEE (англ. Lunar Atmosphere and Dust Environment Explorer) — програма НАСА з вивчення місячної атмосфери і пилового оточення її орбіти. Повна вартість проекту оцінена приблизно в 280 мільйонів доларів.
Запуск було здійснено 7 вересня 2013 року. 14 квітня 2014 року апарат впав на Місяць (після завершення місії).

## Цілі місії
Метою місії LADEE є дослідження атмосфери Місяця і складу пилових частинок в її околиці. Місячну атмосферу, яка в трильйони разів тонша за атмосферу Землі, фахівці називають екзосферою. Подібна екзосфера, згідно з сучасними даними, існує навколо Меркурія і навколо багатьох супутників планет-гігантів. Вона містить як молекули газу (в основному з гелію від сонячного вітру), так і мікроскопічні частинки твердих речовин — пил. Останній, можливо, відповідає за утворення своєрідного світіння, яке вперше побачили астронавти «Аполлонів».
Наукові цілі місії LADEE:
- Визначення загальної щільності, складу, та тимчасової мінливості слабкої місячної атмосфери до її збурення подальшою діяльністю людини
- Визначення розміру, заряду, і просторового розподілу електростатично переміщуваних частинок пилу і оцінка їхнього можливого впливу на дослідження Місяця
- Подальші цілі полягають у визначенні, чи було спостереження астронавтами «Аполлонів» розсіяною емісією за 10 км над поверхнею світлом Na або пилом, і запис ударів частинок пилу (розмір-частота), щоб допомогти в інженерній розробці для поселення і також майбутніх автоматизованих місій.

Очікувана тривалість досліджень близько 100 днів після досягнення номінальної орбіти.

## Наукова апаратура
Орбітальний апарат буде нести нейтральний мас-спектрометр NMS (що нагадує інструмент SAM апарата «К'юріосіті»), ультрафіолетовий/видимий спектрометр UVS, і уловлювач частинок пилу LDEX. Повна маса корисного наукового обладнання складає не більше 20 кг з нормальною потужністю 60 Вт і 100 Вт максимум. Повна маса орбітального апарата становить приблизно 130 кг.
Інструменти будуть виявляти і збирати різні породи, які, як очікують, переважають на 50-кілометровій висоті, за сонячного вітру і його взаємодій з поверхнею, звільнені від реголіту, і радіогенних джерел. NMS — розроблений чотирьохполюсний мас-спектрометр, виявляє породи до 150 атомних одиниць маси і шукатиме CH4, S, O, Si, Kr, Xe, Fe, Al, Ti, Mg, OH, і H2O. Ультрафіолетова відеоінформаційна система буде виявляти Al, Ca, Fe, K, Li, Na, Si, T, Ba, Mg, H2O та O, і буде контролювати склад пилу.

### Лазерний зв'язок
Для передачі даних на Землю апарат, крім звичайного радіоканалу, використав лазерну оптичну систему — Lunar laser Communication Demonstration (LLCD, демонстрація місячного лазерного зв'язку). LADEE став першим космічним апаратом для дослідження дальнього космосу, з яким був встановлений подібний високошвидкісний зв'язок.
Інженери NASA успішно провели експерименти зі створення лазерної лінії зв'язку між Землею і LADEE, і були досягнуті рекордні показники: передача даних на Землю здійснювалася зі швидкістю до 622 мегабіт в секунду. Експериментальна система зв'язку LLCD використовує один лазерний модуль безпосередньо на автоматичному місячному апараті і три наземних станції. Як на Землі, так і на LADEE встановлені лазери і телескопи порівняно невеликих (порівняно з астрономічними інструментами) розмірів з фотодетектором для перетворення світлових імпульсів в електричні сигнали.
Наземні станції поблизу західного узбережжя США і на території обсерваторії Європейського космічного агентства в Іспанії дозволяють у меншій мірі залежати від часу доби і погоди. Для передачі сигналу з Землі використані лазери потужністю 20 ват (для порівняння, звичайні лазерні указки мають потужність порядку кілька міліватів, а кількох сотень ват вже досить для різання металів), а на самому космічному апараті лазер має потужність всього піввата.
Безпосередньо для оптичної системи вчені встановили на всіх станціях зв'язку спеціальні модеми та блоки керуючої електроніки: в сукупності космічна частина LLCD зайняла обсяг трохи більше середніх розмірів принтера при масі менш як тридцять кілограмів. Це набагато менше традиційного устаткування для зв'язку по радіоканалу. Найбільша з трьох наземних станцій також вчетверо менше стандартної параболічної антени з усіма необхідними для роботи приладами. Крім компактності обладнання лазерний зв'язок забезпечує швидші з'єднання.
Якщо подальші експерименти підтвердять працездатність системи, NASA планує розширити сферу застосування подібної техніки. Передбачається, що лазерний зв'язок може вирішити проблему браку станцій космічного зв'язку для прийому даних з різних апаратів в дальньому (за межами навколоземної орбіти) космосі.

## Запуск та виконання місії
Запуск відбувся 6 вересня 2013 з космодрому на острові Воллопс на східному узбережжі США за допомогою ракети-носія Minotaur V. Запуск космічного корабля в прямому ефірі транслювало телебачення NASA.
Це був перший політ нової ракети «Мінотавр-5», створеною корпорацією Orbital, а також перший запуск апарата за межі навколоземної орбіти з космодрому на острові Воллопс.
Через 23 хвилини після запуску, який відбувся, як і планувалося, апарат відокремився від п'ятого ступеня ракети і вирушив у самостійний політ. Зонд був виведений на цільову орбіту з апогеєм близько 300 кілометрів і перигеем 197 кілометрів. Фахівці НАСА провели сеанс зв'язку з LADEE і переконалися, що всі його системи працюють штатно. «Це був майже ідеальний запуск», — сказав керівник старту Дуг Фосс (Doug Voss).
Як повідомили фахівці центру Ames Research Center (належить NASA), космічний апарат LADEE («Дослідник місячної атмосфери та пилового оточення») успішно завершив свою місячну місію і був скинутий на поверхню місячної. Зіткнення відбулося у четвер 17 квітня між 21:30 та 10:22 годинами за східним часом і пройшло згідно з раніше встановленим планом. Спочатку місія LADEE планувалася на період 100 днів, проте ближче до терміну її закінчення аерокосмічне агентство NASA вирішило додати додаткове завдання для місячного орбітального супутника.
Причиною, через яку космічний зонд було вирішено розбити об місячну поверхню, є те, що в нього закінчилося паливо, необхідне для польоту навколо природного супутника Землі. Оскільки подальша робота апарата була неможливою, офіційні особи NASA вирішили обчислити приблизну точку на місячній поверхні, куди можна було б посадити зонд. Після цього зонд встановили на орбіту поступового зниження.
Інженери Ames Research Center зазначають, що при ударі об поверхню космічний апарат розколовся на частини і деякі його компоненти в результаті цього нагрілися до кількох сотень градусів. Ті компоненти апарата, які таки пережили падіння, тепер поховані у кратерах місячної поверхні. Розміром зонд був аналогічний звичайному торговому автомату.
«Під час свого зіткнення з Місяцем швидкість LADEE становила 5800 кілометрів на годину, що майже втричі вище, ніж швидкість кулі, випущеної потужною гвинтівкою», — говорить проєктний учений Рік Елфік, уточнюючи, що траєкторію падіння зонда було прийнято командою ще на початку квітня. Як ви самі розумієте, при зіткненні на такій швидкості не ставиться питання про те, що вціліє, а що ні. Нас швидше цікавило те, куди подінуться уламки LADEE — чи впадуть в один кратер, чи їх розкидає на більшій плоскій поверхні», — додає експерт.
Під час коригування орбітальних маневрів на початку квітня 2014 року, у LADEE залишалося ще трохи часу для низькоорбітального польоту на висоті менше ніж 2 кілометри над місячною поверхнею. У рамках цього часу команді вчених вдалося зібрати унікальні погодні дані. Слід зазначити, що такі дані раніше ніхто не збирав.
Після повного місячного затемнення, що сталося в ніч з 14 на 15 квітня, космічний апарат направили траєкторією, яка дозволила б йому впасти на найвіддаленішому боці Місяця. Зону ретельно підбирали. Інженери простежили, щоб точка падіння не знаходилася близько до тих зон, на яких виконувались інші попередні наукові місії, включаючи посадку «Аполлона». Як зазначають вчені, із Землі місце падіння розглянути не вдалося.

## Виноски
1. 1 2  Зонд НАСА LADEE отправился в путешествие к Луне. Архів оригіналу за 9 вересня 2013. Процитовано 7 вересня 2013.
2. ↑  NASA Laser Communication System Sets Record with Data Transmissions to and from Moon. Архів оригіналу за 29 жовтня 2013. Процитовано 25 жовтня 2013.
3. ↑  Лунный зонд LADEE побил рекорд по скорости передачи данных. Архів оригіналу за 27 жовтня 2013. Процитовано 25 жовтня 2013.
4. ↑  Ракета Мінотавр з місячним зондом LADEE стартувала в США. Архів оригіналу за 10 вересня 2013. Процитовано 7 вересня 2013.